# Lene Tiemroth
Lene Tiemroth (født 16. juli 1943 i København, død 1. november 2016) var en dansk skuespillerinde.

## Baggrund og karriere
Lene Tiemroth var datter af skuespillerægteparret Edvin Tiemroth og Clara Østø. Hun blev uddannet fra Det kongelige Teaters Elevskole i 1966. Herefter blev hun kortvarigt tilknyttet Det ny Teater, inden hun rejste til USA for at prøve lykken, der dog primært kom til at bestå af diverse optagelser på dramaskoler. I en ung alder fik hun et barn med skuespilleren Kjeld Nørgaard.
Hun har haft roller på bl.a. Gladsaxe Teater, Det Danske Teater og Husets Teater. Blandt de mange teaterforestillinger hun har medvirket i kan nævnes Hedda Gabler, Elektra, Cabaret, Macbeth, Onkel Vanja, Laser og pjalter, Faderen og Glasmenageriet. I en årrække underviste hun på Statens Teaterskole og har været instruktørassistent på tv.
I fjernsynet har hun kunnet ses i bl.a. En by i provinsen og i Rejseholdet.
Hun modtog i 2001 en Bodil for bedste kvindelige birolle for sin medvirken i Italiensk for begyndere.

## Filmografi
Film i uddrag:
- Pigen og greven – 1966
- Det var en lørdag aften – 1968
- Deadline – 1971
- Forræderne – 1983
- Hip Hip Hurra – 1987
- Italiensk for begyndere – 2000
- Den gode strømer – 2004
- Afgrunden – 2004